# Muqaddam ibn Muafá
 (mai 2022).
Si vous disposez d'ouvrages ou d'articles de référence ou si vous connaissez des sites web de qualité traitant du thème abordé ici, merci de compléter l'article en donnant les références utiles à sa vérifiabilité et en les liant à la section « Notes et références ».
Muqaddam ibn Muafá Au-Qabrí, aussi connu sous le surnom de Ben Mocadem de Cabra, est un poète espagnol aveugle, né en Cabra en 847 et mort en 912 sous l'Émirat de Cordoue. 
Il est de coutume de l'envisager comme l'inventeur de la Mouachah, qui inclut une strophe dénommée Khardja et qui a ensuite donné naissance au Zadjal et au villancico dans la lyrique occidentale. Il a été un des poètes favoris de l'émir Abd Allah I de Cordoue. Sa poésie influencera notablement les cantigas d'Alfonso X le Savant, ainsi que ceux de l'Archiprêtre de Hita. Même en dehors de la péninsule, ses vers se reconnaîtront dans le provençal du comte de Poitiers. 